# Giovanna Garzoni
Giovanna Garzoni (ur. 1600 w Ascoli Piceno, zm. między 10 a 15 lutego 1670 w Rzymie) – włoska malarka epoki baroku, jedna z pierwszych włoskich artystek malujących martwe natury. Jej ulubioną techniką malowania była tempera na welinie, a ulubionym motywem: owoce, kwiaty, ptaki i owady. Niezwykłe w życiorysie Garzoni były jej częste podróże, które wyróżniały ją spośród innych artystek. Przebywała w Wenecji, Neapolu, Rzymie, Turynie i Florencji, a za granicą – we Francji i (prawdopodobnie) w Anglii.

## Życiorys
Giovanna Garzoni urodziła się w 1600 roku w Ascoli Piceno jako córka Giacoma Garzoniego i Isabetty Gai. Jej rodzice pochodzili z Wenecji, z rodu miejscowych rzemieślników i artystów. Sama Giovanna mieszkała tam, prawdopodobnie z przerwami, w latach 1615–1630, studiując malarstwo pod kierunkiem wuja, Pietra Gai i kaligrafię pod kierunkiem Giacoma Rogni. W 1622 roku wyszła za mąż za malarza portretów Tiberia Tinellego, jednak w następnym roku małżonkowie oddalili się od siebie, ponieważ Garzoni złożyła śluby czystości, których nigdy nie złamała. Resztę życia przeżyła samotnie. W 1630 roku udała się z bratem Matteo do Rzymu, a następnie dalej, do Neapolu, korzystając z gościny wicekróla Neapolu, księcia de Alcalà Fernanda Afán de Ribera y Enríqueza. Przebywała tam około roku, dopóki jej mecenas nie opuścił Neapolu. Wówczas (listopad 1632) na własną rękę wyjechała do Turynu, gdzie otrzymała posadę na dworze księcia Sabaudii, Wiktora Amadeusza I. Po śmierci Wiktora Amadeusza I w 1637 roku Garzoni opuściła Turyn. Kolejne lata jej życia aż do 1641 roku, nie są udokumentowane; na podstawie różnych poszlak można zakładać, że przebywała ona po drugiej stronie Alp, prawie na pewno we Francji i prawdopodobnie także w Anglii. Jest jednak pewne, że kontakty z artystami spoza Alp wpłynęły decydująco na dalszy rozwój jej sztuki. W malowanych przez nią portretach dostrzec można podobieństwa do portretów angielskich, zwłaszcza tych autorstwa Johna Hoskinsa, w martwych naturach natomiast – wpływy malarzy francuskich, a szczególnie holenderskich.
W 1642 roku Garzoni przybyła do Florencji. Była już wówczas artystką o ustalonej renomie, posiadającą własny styl, unikalny w XVII-wiecznej Europie. Rozpoczęła współpracę z Medyceuszami. Do miłośników jej talentu a zarazem zleceniodawców należeli: wielki książę Toskanii Ferdynand II, jego małżonka Wiktoria della Rovere oraz jego bracia, Giovan Carlo i Leopoldo. Medyceusze zakupili szereg jej najważniejszych obrazów lub zlecili ich wykonanie, w tym: imponujące portrety Wiktora Amadeusza I, księcia Sabaudii, jego matki Katarzyny, księżnej Sabaudii, Leopolda de 'Medici i kardynała Richelieu (wszystkie w Galerii Uffizi). W 1651 roku wyjechała do Rzymu zamieszkując w pobliżu Akademii Świętego Łukasza, której członkiem została. Testamentem z 1666 roku przekazała na rzecz Akademii swoje majętności, stawiając jako warunek pochowanie jej w kościele Santi Luca e Martina. Zmarła w Rzymie pomiędzy 10 a 15 lutego 1670 roku. Jej grobowiec, zaprojektowany przez Mattię de Rossi, z jej portretem i inskrypcją autorstwa Giuseppe Ghezziego, został zbudowany w 1698 roku.
Niezwykłe w życiorysie Garzoni były jej częste podróże, które wyróżniały ją spośród innych artystek, niemających takich możliwości, albo ich nie dostrzegających. Zanim opuściła dotychczasowe miejsce swego pobytu, zawczasu starała się zapewnić sobie jakiegoś zleceniodawcę lub zleceniodawczynię w nowym środowisku. Zabiegała przy tym, często z powodzeniem, o posadę malarki dworskiej.

## Twórczość

### Obrazy religijne
Najwcześniejsze, znane prace Garzoni to obrazy olejne o tematyce religijnej; w 1616 roku namalowała Świętą Rodzinę (91 x 67 cm, kolekcja prywatna), a wkrótce potem – dla Ospedale degli Incurabili w Wenecji – Świętego Andrzeja (158 x 115 cm, Gallerie dell’Accademia). Styl tego ostatniego płótna sugeruje, iż artystka studiowała wówczas pod kierunkiem jakiegoś wpływowego mistrza, być może Palmy młodszego.

### Portret, kaligrafia

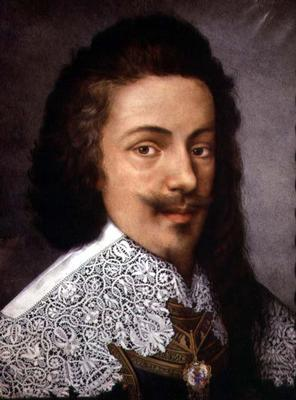
Portret Wiktora Amadeusza I, 1635

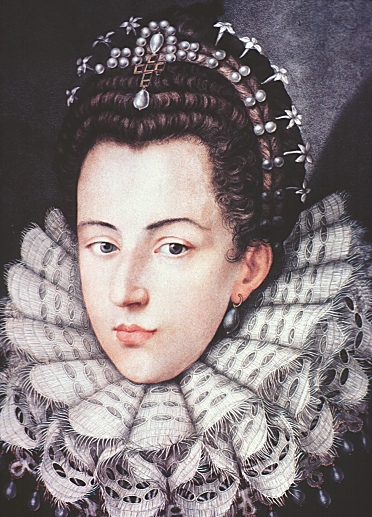
Portret Krystyny Marii Burbon, 1635

Wkrótce potem Garzoni porzuciła monumentalny styl i bogatą kolorystykę w stylu weneckim i zaczęła tworzyć dzieła mniejszego formatu stosując technikę akwarelową na pergaminie. Portret szlachcica (Stichting Historische Verzamelingen van het Huis Oranje-Nassau, Haga), podpisany przez nią i datowany 1625, ukazuje delikatną, punktową technikę, która w połączeniu z e staranną gradacją kolorów, dała w efekcie bardzo wyrafinowaną i świetlistą fakturę.
Wczesne zainteresowania Garzoni designem dekoracyjnym i naturalistycznymi motywami widoczne są w książce Libro de' caratteri cancellereschi corsivi, przechowywanej w Bibliotece Sarti w Rzymie, poświęconej studiom kaligraficznym, w której ozdobiła ona duże litery owocami, kwiatami, ptakami i owadami. Misternie wykonane rysunki cechują faliste linie, subtelna kolorystyka i punktowa technika, charakterystyczne dla jej dojrzałego stylu.
W listopadzie 1632 roku Garzoni, owiana sławą portrecistki, przybyła do Turynu. W stolicy Sabaudii zetknęła się z malarstwem niderlandzkim i północnowłoskim. Portret Wiktora Amadeusza I (Galeria Uffizi) ukazuje jej zainteresowanie naturalizmem i drobiazgowym przywiązaniem do szczegółu, charakterystycznym dla szkół północnoeuropejskich oraz jej znajomość angielskiej tradycji portretowej. Oprócz niego namalowała również portrety: księżnej Sabaudii, Krystyny Marii oraz książąt Emanuela Filiberta i Karola Emanuela (obecnie Pałac Królewski), niewielki Portret Mulata (datowany 1635) oraz obraz Apollo (obecnie w Pałacu Kwirynalskim w Rzymie). Z okresu turyńskiego pochodzi również jej pierwsza, znana dziś martwa natura: Ceramiczny talerz z owocami, z jej podpisem na kiści winogron. W miniaturze tej dostrzec można wszystkie te artystyczne i kulturowe elementy, z którymi Garzoni zetknęła się w Sabaudii. Obraz jest efektem spotkania artystki ze sztuką zarówno malarzy martwych natur, działających na północ od Alp jak i tych z pobliskiej Lombardii. Choć, za przykładem flamandzkim, ukazała pewną ilość przedmiotów – różnych odmian owoców i owadów, drobiazgowo oddanych, to jednak zrezygnowała z przypadkowego rozmieszczenia ich na planie na rzecz umieszczenia ich w naczyniu w centrum kompozycji, co wskazuje na wpływ malarstwa lombardzkiego, a zwłaszcza Fede Galizii.

### Martwe natury

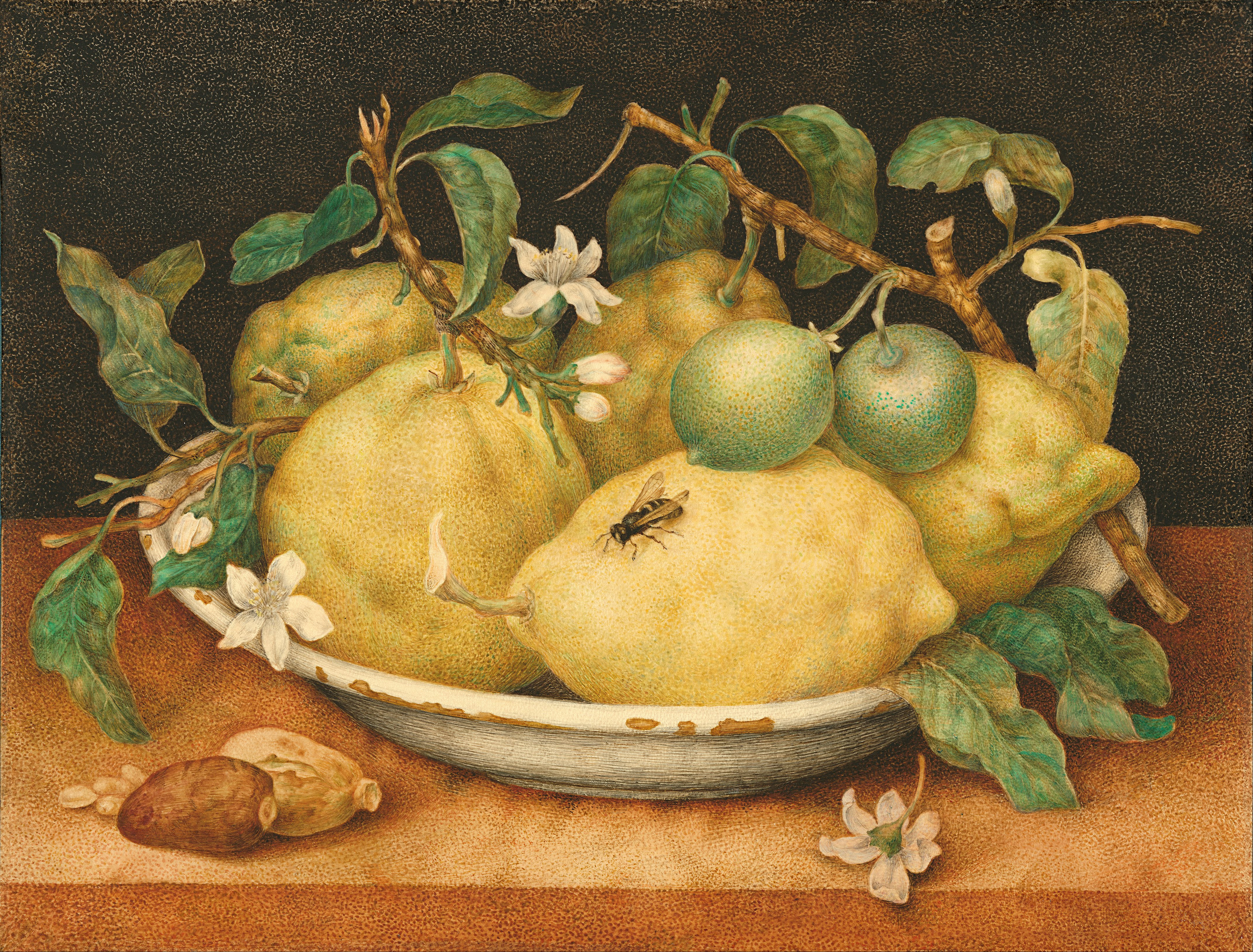
Martwa natura z naczyniem z cytrynami, lata 40. XVII w. J. Paul Getty Museum

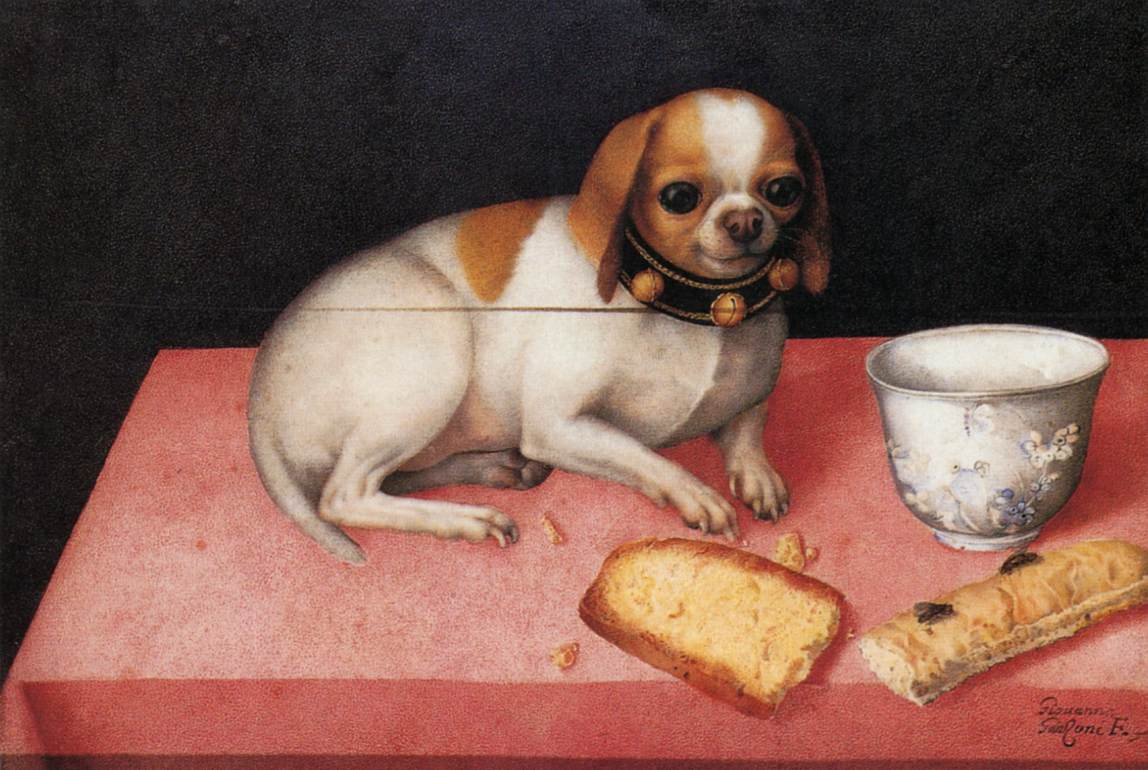
Piesek pokojowy z chińską filiżanką i ciastkami, ok. 1648, Galleria Palatina

Poczynając od lat 40 Garzoni zaczęła specjalizować się w martwych naturach. Z lat jej pobytu we Florencji pochodzi zlecony przez Wiktorię della Rovere obraz Piesek pokojowy z chińską filiżanką i ciastkami (Galleria Palatina, Palazzo Pitti). Świadczy on o znajomości artystki dorobku malarzy holenderskich. Malując dla swych florenckich sponsorów martwe natury używała ona popularnego motywu wazonu z kwiatami (Wazon z tulipanami i hiacyntami, Galeria Uffizi), lub bardziej wyrafinowanych bukietów, dekorowanych motylami, owadami i egzotycznymi muszlami (Wazon z różnymi kwiatami na marmurowym parapecie z muszlami po obu stronach i kilkoma motylami w górze, Gabinetto Disegni e Stampi degli Uffizi), będący reminiscencją kompozycji pędzla holenderskiego malarza Ambrosiusa Bosschaerta.
Mniej więcej w latach 1660–1662 Garzoni namalowała na zlecenie Ferdynanda II Medyceusza serię 20 niewielkich, temperowych martwych natur (wszystkie w zbiorach Galleria Palatina). Aby przyciągnąć uwagę widza do swej kompozycji artystka dodawała na pierwszym planie pojedynczy kwiat lub owoc, czasem ptaka lub owada. Obraz Naczynie ze śliwkami, jaśminem i orzechami to charakterystyczna kompozycja z centralnie umieszczonym naczyniem z owocami. W tym wypadku jaśmin i powój przeplatają się z delikatnie barwionymi śliwkami, podczas gdy pierwszy plan zdobi pęknięty orzech. Artystka zręcznie operuje kształtami, fakturą i kolorystyką aby wywołać u widza wrażenia zapachowe, dotykowe oraz wzrokowe, zainteresowanie którymi było charakterystyczne dla XVII-wiecznej sztuki holenderskiej i flamandzkiej. Innym ważnym przykładem dla Garzoni były naukowe ilustracje autorstwa Jacopa Ligozziego, tworzącego we Florencji dla Franciszka I Medyceusza. Wpływ jego eleganckich, temperowych rysunków był widoczny w późniejszych martwych naturach i botanicznych rysunkach Garzoni, w tym w Martwej naturze z ptakami i owocami (Cleveland Museum of Art). W latach 1650–1651 artystka stworzyła herbarz zawierający 49 bardzo naturalistycznych, botanicznych rysunków (obecnie w zbiorach Dumbarton Oaks). Na górnych krawędziach tych obrazów umieściła, wypisane atramentem, nazwy przedstawianych roślin oraz odnośniki dotyczące ilustracji. Hiacynt z czterema czereśniami jaszczurką i karczochem (Galeria Uffizi) jest przykładem szczególnej umiejętności Garzoni łączenia naturalistycznej obserwacji z silnym zmysłem dekoracyjności i estetyki. Poszczególne elementy rośliny: kwiat, łodyga, cebulka i korzeń zostały wiernie odwzorowane, ale ich połączenie jest czysto estetyczne. Nie ma tu naturalnego związku pomiędzy nimi, stanowią one jedynie artystyczne studium kształtów i faktur. Duża mucha, umieszczona na łodydze karczocha stanowi reminiscencję holenderskich martwych natur. Nienaturalna pozycja nóg jaszczurki sugeruje, iż artystka nie rysowała jej z żywego okazu lecz z martwego egzemplarza. Innym przykładem zainteresowania Garzoni drobiazgowym przedstawianiem świata naturalnego z jego różnorodnością jest Naczynie z otwartym owocem granatu, konikiem polnym, ślimakiem i dwoma kasztanami. Ziarnisty teren przechodzący w tło, nienaturalnie wielki konik polny i subtelnie stonowany kolor wewnątrz poskręcanych konturów sprawiają, iż niewielki obraz pulsuje życiodajną energią, nadając fantazyjnej, martwej naturze uroczego i poetyckiego efektu i to pomimo pedantycznego przywiązania artystki do detalu.